# Umawera
Umawera  ist kleine Siedlung im Far North District der Region Northland auf der Nordinsel von Neuseeland.

## Namensherkunft
Umawera leitet sich in der Sprache der Māori von „uma“ und „wera“ ab, was soviel bedeutet wie „verbrante Brust“. Der Ort soll damit auf ein Ereignis verweisen, bei dem ein Kind schwer verletzt wurde.

## Geographie
Die Siedlung befindet sich rund 25 km nordwestlich von Kaikohe am Orira River. Durch Umawera führt der New Zealand State Highway 1, der die Siedlung mit dem rund 83 km südöstlich liegenden Whangārei verbindet. Eine kleine Nebenstraße führt von Umawera zur rund 3 km südlich gelegenen Siedlung Orira, die an einem Seitenarm des Hokianga Harbour liegt, der hier noch den Namen des Flusses Orira River trägt.

## Bildung
In der Siedlung befindet sich eine Grundschule, die Umawera School, die Schüler der Jahrgangsklassen 1 bis 6 unterrichtet. Im Juni 2015 zählte die Schule 36 Schüler-